# Мозаика Гилберта

Мозаика Гилберта

Мозаика Гилберта с трещинами, параллельными осям

Мозаика Гилберта  (сеть случайных трещин) — математическая модель образования грязевых трещин, игольчатых кристаллов и подобных структур, предложенная Эдгаром Гилбертом в 1967 году.
В модели Гилберта трещины начинают образовываться в наборе точек, случайно разбросанных по плоскости в соответствии с распределением Пуассона. Затем каждая трещина распространяется в двух противоположных направлениях по линии, проходящей через точку зарождения, при этом наклон линии выбирается равномерно случайным образом. Трещины продолжают распространяться с постоянной скоростью, пока не достигнут другой трещины, после чего останавливаются, образуя Т-образное соединение. В результате получается замощение плоскости неправильными выпуклыми многоугольниками.
Вариант модели, который также был изучен, ограничивает ориентацию трещин параллельной оси, что приводит к случайному замощению плоскости прямоугольниками.
Считается, что модель «топологически сходна» с природными грязевыми трещинами в большей степени, чем другие модели, в которых трещины могут пересекаться или в которых трещины образуются по одной.